# آرون اوکانر
آرون اوکانر (انگلیسی: Aaron O'Connor؛ زادهٔ ۹ اوت ۱۹۸۳) بازیکن فوتبال اهل بریتانیا است.
از باشگاه‌هایی که در آن بازی کرده‌است می‌توان به باشگاه فوتبال منزفیلد تاون، باشگاه فوتبال نیوپورت کانتی، باشگاه فوتبال لوتون تاون، باشگاه فوتبال اسکانتورپ یونایتد، باشگاه فوتبال نانیتون تاون، باشگاه فوتبال استیونج، باشگاه فوتبال گرزلی، باشگاه فوتبال ایلکستون، باشگاه فوتبال فارست گرین راورز، و باشگاه فوتبال گرایس اتلتیک اشاره کرد.